# Campionat del món d'escacs de 1958

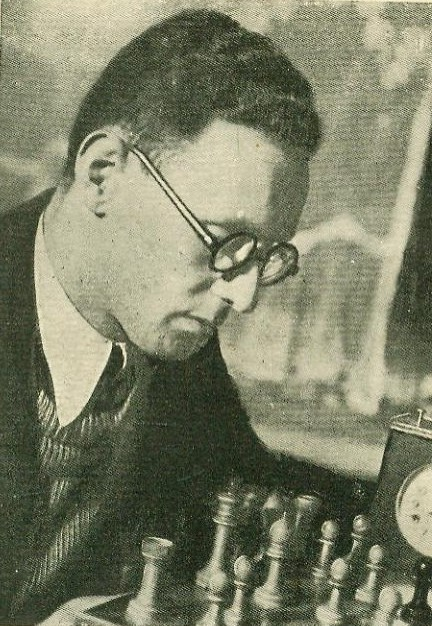
Retrat de Mikhaïl Botvínnik (1933).

El campionat del món d'escacs de 1958 va ser jugat entre Mikhaïl Botvínnik i Vassili Smislov a Moscou entre el 4 de març i el 9 de maig de 1958. Botvinnik va guanyar. Smyslov havia destronat a Botvínnik al matx del 1957, per la qual cosa tenia dret a aquesta revenja un any després.

## Resultats
El matx va ser jugat al millor de 24 partides. Si es finalitzava amb 12-12, Smyslov, com a vigent campió, rentendria la corona.
|                                    | 1 | 2 | 3 | 4 | 5 | 6 | 7 | 8 | 9 | 10 | 11 | 12 | 13 | 14 | 15 | 16 | 17 | 18 | 19 | 20 | 21 | 22 | 23 | Punts |
| ---------------------------------- | - | - | - | - | - | - | - | - | - | -- | -- | -- | -- | -- | -- | -- | -- | -- | -- | -- | -- | -- | -- | ----- |
| Mikhaïl Botvínnik (Unió Soviètica) | 1 | 1 | 1 | ½ | 0 | 1 | ½ | ½ | ½ | ½  | 0  | 1  | ½  | 1  | 0  | ½  | ½  | 1  | 0  | ½  | ½  | 0  | ½  | 12½   |
| Vassili Smislov (Unió Soviètica)   | 0 | 0 | 0 | ½ | 1 | 0 | ½ | ½ | ½ | ½  | 1  | 0  | ½  | 0  | 1  | ½  | ½  | 0  | 1  | ½  | ½  | 1  | ½  | 10½   |

Botvinnik va recuperar el títol.